# Loch Arbour
Loch Arbour és una població dels Estats Units a l'estat de Nova Jersey. Segons el cens del 2007 tenia 275 habitants.

## Demografia
Segons el cens del 2000, Loch Arbour tenia 280 habitants, 120 habitatges, i 77 famílies. La densitat de població era de 1.081,1 habitants/km².
Dels 120 habitatges en un 20% hi vivien nens de menys de 18 anys, en un 54,2% hi vivien parelles casades, en un 7,5% dones solteres, i en un 35,8% no eren unitats familiars. En el 27,5% dels habitatges hi vivien persones soles el 3,3% de les quals corresponia a persones de 65 anys o més que vivien soles. El nombre mitjà de persones vivint en cada habitatge era de 2,33 i el nombre mitjà de persones que vivien en cada família era de 2,88.
Per edats la població es repartia de la següent manera: un 17,5% tenia menys de 18 anys, un 6,1% entre 18 i 24, un 30% entre 25 i 44, un 30,7% de 45 a 60 i un 15,7% 65 anys o més.
L'edat mediana era de 43 anys. Per cada 100 dones de 18 o més anys hi havia 102,6 homes.
La renda mediana per habitatge era de 68.542 $ i la renda mediana per família de 74.250 $. Els homes tenien una renda mediana de 61.964 $ mentre que les dones 41.250 $. La renda per capita de la població era de 34.037 $. Cap de les famílies i el 4,8% de la població estaven per davall del llindar de pobresa.

## Poblacions més properes
El següent diagrama mostra les poblacions més properes.